# 三湖站 (咸镜南道)
三湖站（韓語：삼호역）是朝鮮民主主義人民共和國咸鏡南道乐园郡三湖劳动者区的一個鐵路車站，属于平罗线。

## 邻近车站
平罗线
羅山站 - 三湖站 - 龙云站